# Neomyxine
Neomyxine é um gênero de mixinas representado por uma única espécie: Neomyxine biniplicata.